# Vědecký podvod
Vědecké pochybení či vědecký podvod je porušení pravidel vědecké práce nebo etického jednání při provádění nebo publikování vědeckého výzkumu.
Existují tři hlavní formy vědeckého podvodu:
- Fabrikace: vymýšlení výsledků výzkumu.
- Falzifikace: úmyslné pozměňování výsledků výzkumu (např. manipulací s materiály a přístroji, selektivním výběrem vstupních dat pro analýzu – viz p-hacking).
- Plagiátorství: přebírání výsledků cizí vědecké práce bez správného citování.

Dále sem patří:
- Ghostwriting: Zneužívání principů tiché autorské spolupráce, kdy hlavní podíl na výzkumu má někdo jiný než jmenovaný autor (autoři); někdy se tak děje s cílem zamaskovat příspěvky autorů, kteří jsou ve střetu zájmů.

## Příklady
Konkrétními příklady jsou např.
- Piltdownský člověk
- Resveratrol[1]
- Climategate[2]

Někdy se těžko odlišuje podvod od omylu, jako například v případě tradovaného množství železa ve špenátu.

## Příčiny
Vliv na zrod vědeckých podvodů má i tlak institucí na výsledky výzkumu ("publikuj, nebo zhyň"), který se objevuje po 2. světové válce.